# Last Exit (album de Traffic)
Pour les articles homonymes, voir Last Exit.
Albums de Traffic
Traffic
(1969) John Barleycorn Must Die
(1970)
Last Exit est le troisième album du groupe britannique Traffic, sorti en 1969.
Il offre une face studio et une face en public. La partie en studio est faite de fonds de tiroirs ou de titres sortis en simple et remixés en stéréo, puisque le groupe n'avait rien enregistré de nouveau et la maison de disque était soucieuse de sortir un album pour la (première) dissolution du groupe. 

## Titres

### Face A
1. "Just for You" (Dave Mason) – 2:18
2. "Shanghai Noodle Factory" (Steve Winwood, Jim Capaldi, Chris Wood, Jimmy Miller, Larry Fallon) – 5:06
3. "Something's Got a Hold of My Toe" (Winwood, Mason, Miller) – 2:14
4. "Withering Tree" (Winwood, Capaldi) – 3:04
5. "Medicated Goo" (Winwood, Miller) – 3:36

### Face B
1. "Feelin' Good" (live at Fillmore Auditorium) (Anthony Newley, Leslie Bricusse) – 10:40
2. "Blind Man" (live at Fillmore Auditorium) (Deadric Malone, Joseph Scott) – 7:06

## Personnel
- Steve Winwood – orgue, chanteur principal (tous les titres sauf 1 et 3), piano, guitare basse, guitare (2, 5)
- Dave Mason – guitare (1, 3), chanteur (1)
- Chris Wood – flûte, saxophone, orgue
- Jim Capaldi – Batterie, percussion, choriste